# Leucobryum gracile
Leucobryum gracile là một loài Rêu trong họ Dicranaceae. Loài này được Sull. mô tả khoa học đầu tiên năm 1874.